# Lars Keffel
Lars Keffel (* 24. Dezember 2000) ist ein deutscher Leichtathlet und Trainer, der sich auf den Stabhochsprung und den Hürdenlauf spezialisiert hat. Als Athlet startet er für den SV Werder Bremen. Erste nationale Aufmerksamkeit erlangte er bereits 2017, als er bei den Deutschen Jugendmeisterschaften in Ulm mit einer Höhe von 4,70 m Deutscher U18-Meister wurde. Im selben Jahr wurde er für diese Leistung von der Bremer Sportstiftung ausgezeichnet. 2018 gewann Keffel bei den Landesmeisterschaften der U20 in Hannover mit einer persönlichen Bestleistung von 4,86 m den Titel.
Außerdem gewann er bei den Deutschen U20 Hallenmeisterschaften 2018 den deutschen Vizetitel mit einer Höhe von 4,90m und qualifizierte sich für seinen ersten internationalen Start beim Länderkampf in Nantes.
Im Juli 2022 übersprang er bei den Landesmeisterschaften Niedersachsen/Bremen in Göttingen erstmals die Marke von 5,00 m. Bei den Deutschen Hallenmeisterschaften 2023 stellte er mit 5,02 m eine neue persönliche Bestleistung auf. Im selben Jahr verbesserte er sich auf seine aktuelle persönliche Bestleistung von 5,11 m im Stabhochsprung. Nach einer verletzungsbedingten Pause gelang ihm im August 2024 bei einem Wettkampf in Bremen ein erfolgreicher Wiedereinstieg mit 4,80 m.

## Trainerlaufbahn
Neben seiner aktiven Karriere ist Lars Keffel auch als Leichtathletiktrainer tätig. Er betreut seit mehreren Jahren junge Talente beim SV Werder Bremen, insbesondere übernimmt er das Training in den Disziplinen Hürdenlauf und Stabhochsprung. Zu den von ihm trainierten Athletinnen und Athleten zählen unter anderem Sandy Sakyi, die sich unter seiner Anleitung in den Hürden für internationale Wettbewerbe qualifizieren konnte. Bereits 2023 wurde sie Deutsche U18-Meisterin über 100 m Hürden. Im August 2024 nahm sie in Lima an den U20-Weltmeisterschaften teil und erreichte dort das Halbfinale.
Am 13. Juli 2025 belegte Sakyi bei den Deutschen U20-Meisterschaften in Bochum-Wattenscheid im 100 m Hürdenlauf mit 13,70 s den zweiten Platz und erfüllte damit die Norm für die U20‑Europameisterschaften in Tampere (7.–10. August 2025). Ihr Trainer Lars Keffel lobte Sakyi nach dem Rennen für ihre Wettkampfstärke und mentale Leistung.
Ein weiterer von Keffel betreuter Athlet war Borna Bujdo, der bei Landesmeisterschaften mehrfach erfolgreich war und bei den Deutschen Jugendmeisterschaften 2024 in Koblenz mit 53,52 s im 400 m Hürdenlauf den zweiten Platz belegte.
Auch Benjamin Heidemann wurde von Keffel trainiert; er konnte unter seiner Betreuung persönliche Bestleistungen im Stabhochsprung aufstellen. Bei den Deutschen U16-Meisterschaften 2022 in Bremen gewann er im Stabhochsprung die Bronzemedaille. Zudem belegte er bei den Deutschen Jugend-Hallen-Mehrkampfmeisterschaften 2024 in Frankfurt im U18-Siebenkampf mit 4 973 Punkten den dritten Platz (Bronzemedaille).
Darüber hinaus arbeitet Keffel mit weiteren Nachwuchstalenten zusammen, die bei Landesmeisterschaften und Blockwettkämpfen Erfolge erzielt haben. So wurde Benjamin Beta bei den Landesmeisterschaften der männlichen U18 über 110 m Hürden souverän Landesmeister mit 15,13 s.